# Idria ceretana

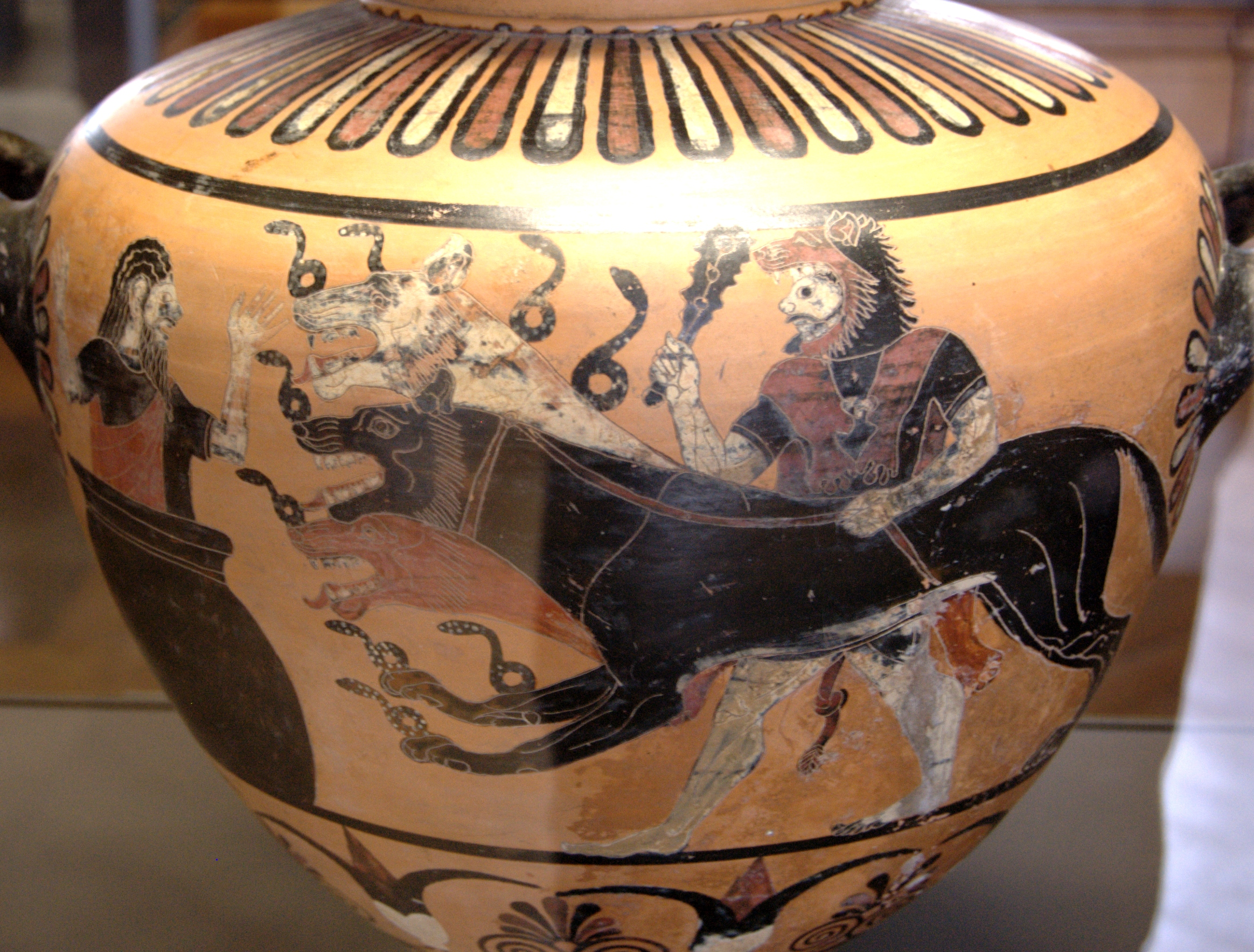
Pittore dell'aquila, hydria, Museo del Louvre E701

Le hydriai ceretane sono un gruppo di ceramiche datate, in base al confronto dei drappeggi dipinti con quelli della ceramica attica, all'ultimo terzo del VI secolo a.C. Le circa quaranta hydriai che compongono questa serie sono state restituite in gran parte dagli scavi della necropoli etrusca di Caere. Si tratta del prodotto di un'unica officina che è stata variamente situata sulle coste dell'Asia Minore o in una colonia greca del sud Italia. È probabile che l'origine delle hydriai ceretane sia da porre a Caere, ma ad opera di maestri di origini greco-orientali e più precisamente provenienti dalla Ionia settentrionale o dall'Eolide: lo stile, i soggetti, e l'alfabeto ionico sull'hydria di Odios al Museo del Louvre, epigraficamente databile al 530 a.C., sembrano essere indicazioni sufficienti al riguardo. Le influenze ioniche sul mondo attico erano state facilitate in questo stesso periodo dalla migrazione degli artisti ionici che sfuggivano alla dominazione persiana; alcuni di questi artisti devono essersi stabiliti in occidente.

## Descrizione
Le hydriai ceretane sono alte circa 40 cm e hanno una forma che sembra derivare da prototipi metallici. L'ampia spalla è divisa dal collo tramite un filetto rialzato, il colore dell'argilla varia dal giallo scuro al marrone, tendente al rosa o all'arancio, un tipo di colorazione più usuale in Etruria che in Grecia. L'interno del collo e le anse sono verniciati di nero. Il labbro è internamente decorato con linguette di colore alternato bianco e porpora steso su base nera; l'esterno invece presenta un meandro, una spina di pesce o altri motivi astratti. Sul collo si trovano motivi decorativi come svastiche o fiori di loto intrecciati con stellette.
Solitamente, la spalla è separata dal corpo tramite una linea di vernice nera ed è decorata con foglie d'edera o altro ornamento fitomorfo stilizzato, come le rosette protocorinzie. La parte posteriore è divisa in due campi dal manico verticale che reca una palmetta policroma all'attaccatura inferiore. I campi di questa zona posteriore ospitano solitamente figure in posizione simmetrica, piccole scene a soggetto animalistico, cavalli e cavalieri, raramente una seconda narrazione mitologica affianca quella principale che si trova sul lato anteriore del vaso. La decorazione a linguette policrome si ripete presso l'attaccatura delle anse orizzontali e sul piede. Il ventre è diviso in zone da altre due linee di vernice nera: nella zona superiore trova posto la scena figurata principale, nella zona mediana si trova un fregio fitomorfo e in quella inferiore una fascia di raggi.
Lo stile è vivace e colorato, con inserti decorativi contenuti e controllati; le aggiunte bianche e rosse sono solitamente poste su un fondo di vernice nera di preparazione. I contorni e i dettagli interni delle figure sono incisi accuratamente. Una grande capacità di osservazione diretta si mostra nel trattamento delle figure, solitamente solide e carnose. I dettagli paesistici e l'attenzione alla rappresentazione della natura ricordano il gusto che informa certe produzioni ioniche (si pensi alla Coppa dell'uccellatore, Louvre F68). L'aspetto narrativo è ispirato ai maestri attici; oltre alle scene a contenuto dionisiaco o alle scene di caccia, si trovano narrazioni mitologiche, spesso ispirate alla figura di Eracle, ma trattate con originalità e animazione e con intento umoristico, evidente anche nella esagerazione dei gesti delle figure; ne sono esempio, oltre alla già citata hydria con Eracle e Busiride, l'hydria del Louvre E701 con Euristeo che, spaventato da Cerbero condotto da Eracle, si nasconde in un pithos, e la E702 sempre al Louvre con il furto delle mandrie di Apollo da parte di un Ermes fanciullo.

## Ceramografi
Jaap M. Hemelrijk ha ricondotto l'intera produzione a due pittori, distinti in base a particolarità grafiche: il Pittore dell'aquila, forse il più anziano, e il Pittore di Busiride la cui attività non sembra poter essere anteriore al 525 a.C. e il cui vaso eponimo è la nota hydria del Kunsthistorisches Museum di Vienna (n. inv. 3576). Con la presenza nella bottega di alcuni discepoli si spiega la presenza all'interno del gruppo di esemplari di qualità inferiore come l'hydria del Museo dei Conservatori con il ritorno di Efesto sull'Olimpo.

## Cronologia
La cronologia relativa delle hydriai si basa sull'analisi dell'evoluzione di alcuni elementi decorativi e in particolare delle palmette alla base dell'ansa verticale. La datazione assoluta per l'inizio della produzione è posta, come già accennato, al 530 a.C. Sulle ultime opere del gruppo è rintracciabile una dipendenza dai Pionieri delle figure rosse attiche nel trattamento dei panneggi, il che pone queste creazioni al 510 a.C. circa. L'aderenza alla contemporanea moda ateniese si mostra anche nella diminuzione della vivace policromia, tipicamente ionica, nelle opere dell'ultimo periodo.